# Chersomorpha
Chersomorpha is een geslacht van vlinders van de familie bladrollers (Tortricidae), uit de onderfamilie Tortricinae.

## Soorten
- C. cataxeranta Meyrick, 1938
- C. taospila Meyrick, 1926